# Alphadrilus smithii
Alphadrilus smithii är en ringmaskart som först beskrevs av Frank Evers Beddard 1888.  Alphadrilus smithii ingår i släktet Alphadrilus och familjen Haplotaxidae. Inga underarter finns listade i Catalogue of Life.